# Црква Светог архиђакона Стефана у Влахињи
Црква Светог архиђакона Стефана у Влахињи, насељеном месту на територији општине Куршумлија, припада Епархији нишкој Српске православне цркве. Црква су остаци грађевине за које се претпоставља, по народном веровању, да је посвећена Светом архиђакону Стефану.
У селу Влахиња, десно од реке Топлице, на Црнчевој Чуки, налазе се остаци средњевековног града, зиданим каменом и кречним малтером. На југоисточној страни овог града, а на раздаљини од неких 500 метара, у шуми, такође се налазе зидине, за које се предпоставља да су остаци цркве.